# Gunung Gunci
Gunung Gunci är ett berg i Indonesien.   Det ligger i provinsen Aceh, i den västra delen av landet, 1 700 km nordväst om huvudstaden Jakarta. Toppen på Gunung Gunci är 1 752 meter över havet, eller 612 meter över den omgivande terrängen. Bredden vid basen är 0,79 km.
Terrängen runt Gunung Gunci är kuperad åt nordväst, men åt sydost är den bergig.Runt Gunung Gunci är det ganska glesbefolkat, med 38 invånare per kvadratkilometer. I omgivningarna runt Gunung Gunci växer i huvudsak städsegrön lövskog.